# Мэри-де-Сент-Уэн (станция метро)
Мэри-де-Сент-Уэн (фр. Mairie de Saint-Ouen) — пересадочный узел линий 13 и 14 Парижского метрополитена, расположенная в городе Сент-Уэн департамента Сен-Сен-Дени. Названа по нахождению рядом с мэрией города, находящейся на местной площади Республики. Также недалеко от станции располагается штаб-квартира компании Alstom Transport.

## История
- Станция открылась 30 июня 1952 года в составе пускового участка линии 13 «Порт-де-Сент-Уэн» — «Карфур-Плейель», выведшего северо-восточную ветвь линии 13 за пределы Парижа и ставшего первым пригородным участком данной линии.
- Пассажиропоток по станции по входу в 2013 году, по данным RATP, составил 3 716 189 человек[2]. В 2016 году он вырос до 4 143 606 пассажиров (117-е место по уровню входного пассажиропотока в Парижском метро[3].

## Перспективы
Официальными планами развития Парижского метрополитена предусмотрено строительство новых участков, которые приведут к появлению на станции «Мэри-де-Сент-Уэн» первого пригородного пересадочного узла скоростного транспорта Парижа, состоящего исключительно из линий метро.

### Линия 14
В 2007 году было одобрено продление линии 14 от «Сен-Лазара» в направлении Сент-Уэна через станцию «Порт-де-Клиши». Открытие участка в укороченном виде состоялось 14 декабря 2020 года. Архитектурный проект зала линии 14 на станции «Мэри-де-Сент-Уэн» разработан архитектурными бюро Bouygues TP, Solétanche Bachy France, Solétanche Bachy tunnel и CSM Bessac. Длина платформы составит 120,5 метра. Участок должен закончиться на станции «Сен-Дени — Плейель», продление линии на этот последний перегон линии планируется завершить в 2023 году. На станции установлены платформенные раздвижные двери.

### Линия 4
Планирование северного участка линии 4, который должен связать «Порт-де-Клиньянкур» с будущей станцией «Сент-Уэн — Лез-Докс», было одобрено региональным советом Иль-де-Франса 25 сентября 2008 года. В 2013 году названы сроки строительства участка — до 2030 года.

## Галерея

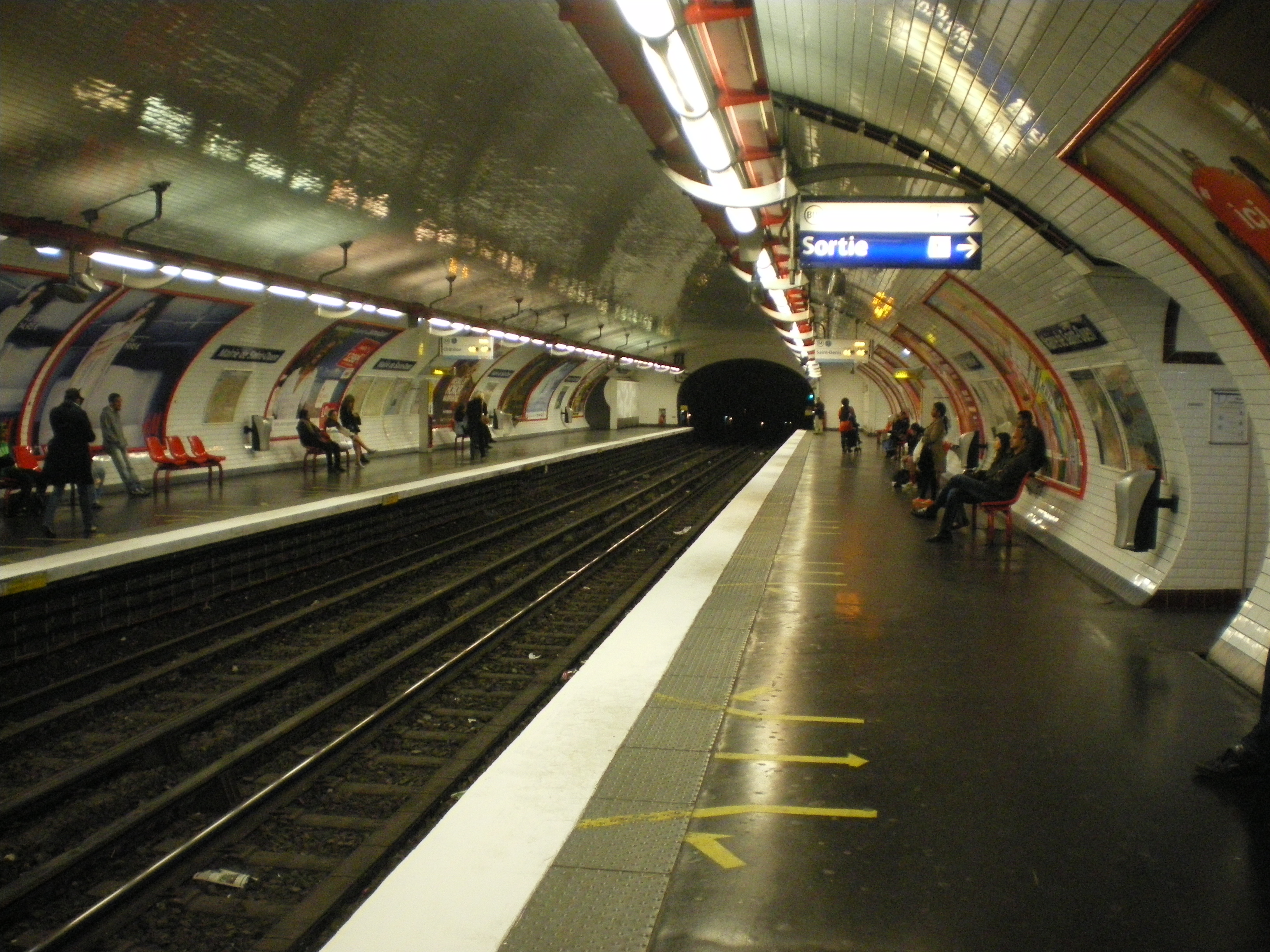
Зал линии 13
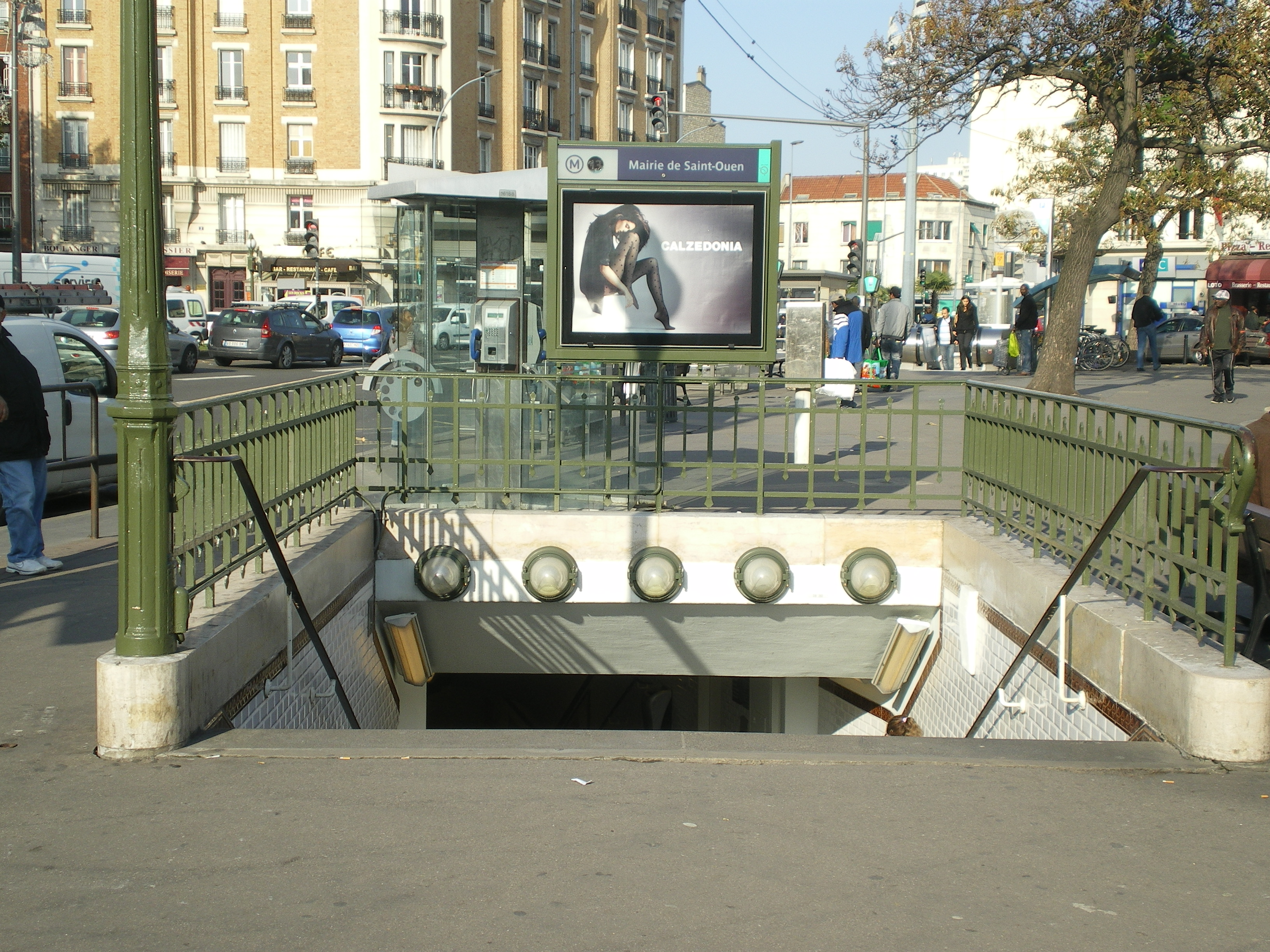
Лестничный сход
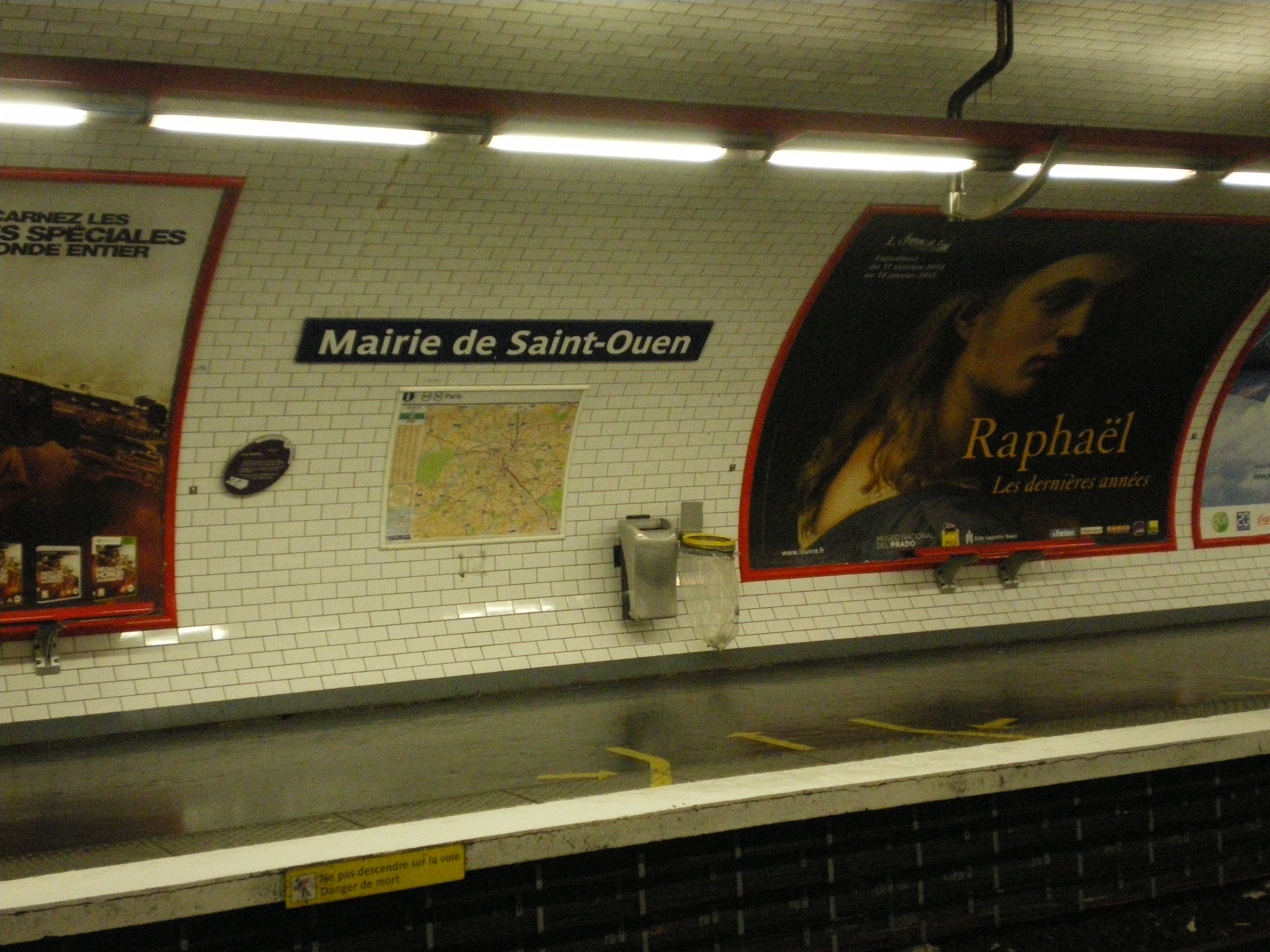
Оформление путевой стены
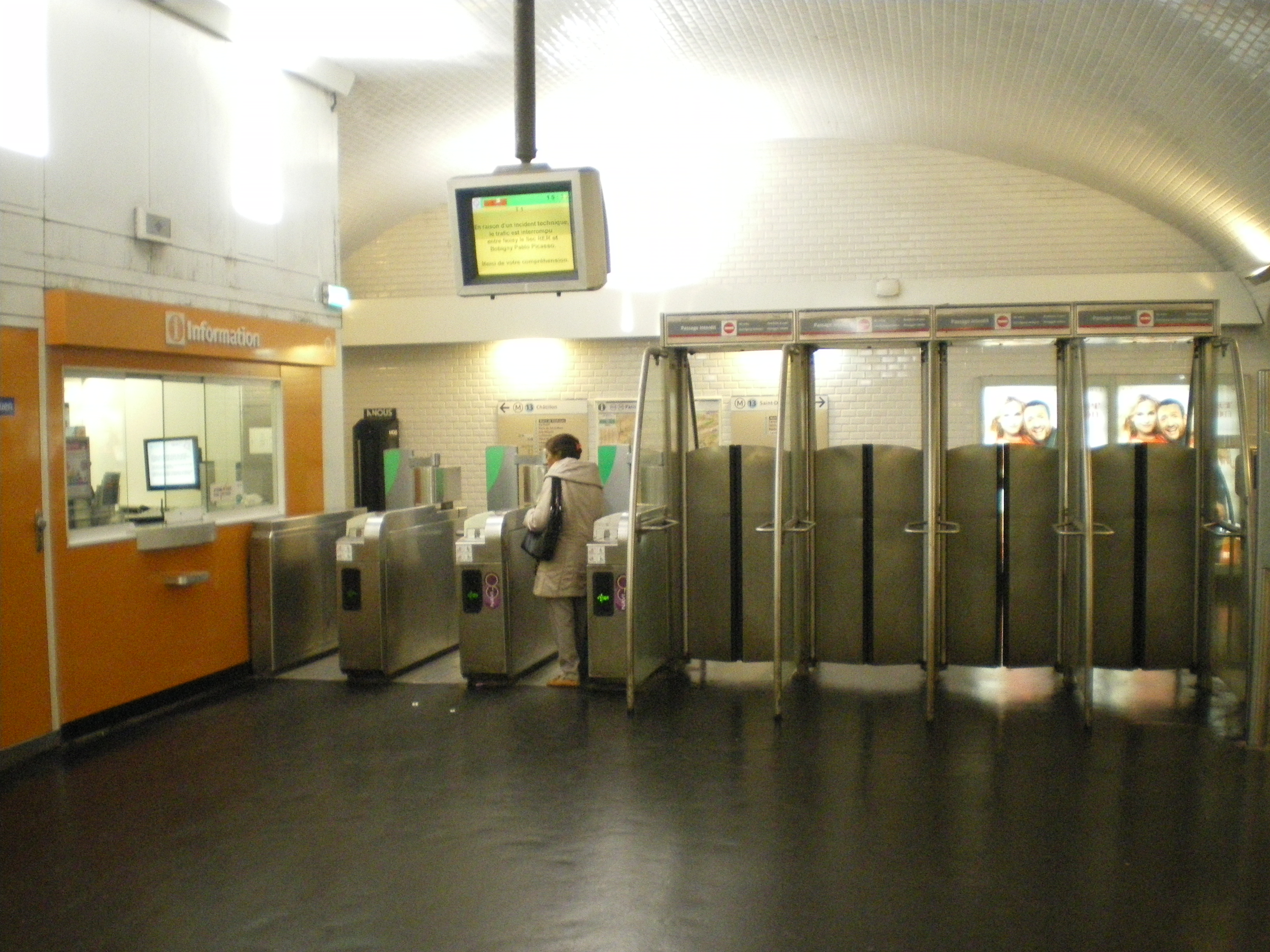
Турникеты